# Римнерсваллен
«Римнерсваллен» (швед. Rimnersvallen) — многофункциональный стадион в шведском городе Уддевалла, домашняя арена футбольных клубов «Оддевольд» и «Уддевалла ИС». Открыт в 1923 году и с тех пор неоднократно реконструирован. Максимальная вместимость стадиона составляет 12 000 зрительских мест. Арена принимала один матч чемпионата мира по футболу 1958 года.

## История
20 апреля 1920 года был собран комитет для разработки проекта стадиона в городе Уддевалла. Строительство стартовало в следующем году, а уже в середине ноября 1922 началось возведение трибун. Торжественное открытие новой спортивной площадки состоялось 5 мая 1923 года. Капитан Королевского полка Бохуслена Харальд Ниман решил увековечить в названии стадиона одного из героев нордических саг и обратился с этим вопросом к известному автору и редактору Теодору Стальхейму, который посоветовал ему использовать имя рыцаря Хримнера (швед. Hrimner). Капитану эта идея пришлась по душе, поэтому он решил использовать именно это имя, добавив к нему слово vallen.
В течение более чем 30 лет «Римнерсваллен» не претерпевал значительных изменений и был капитально реконструирован лишь накануне Чемпионата мира 1958 года. Размеры футбольного поля были приведены к европейскому стандарту 105x68 метров, а также были созданы условия для занятий на стадионе легкой атлетикой. Единственный матч Мундиаля 1958 состоялся на Римнерсваллене 8 июня 1958 года между командами Бразилии и Австрии. Этот поединок закончился разгромной победой бразильцев со счётом 3:0 и стал самым популярным матчем за все времена существования стадиона — игру посетили 17 778 зрителей.
В 1995 году футбольный клуб «Оддевольд» стал победителем южной группы первого дивизиона чемпионата Швеции и получил право выступать в чемпионате. Перед началом сезона 1996 года на домашнем стадионе клуба была проведена реконструкция, и все матчи в высшем дивизионе команда сыграла именно здесь. Рекорд посещаемости во время матчей клубных команд был установлен в 1996 году в поединке между «Оддевольдом» и «Гётеборгом». За этой игрой вживую наблюдали 10 605 зрителей. Рекорд мог бы быть ещё больше, однако, по словам очевидцев, несколько сотен человек не смогли пройти на арену и вынуждены были возвратиться домой.
24 июля 2004 года в рамках празднования 100-летия Шведского футбольного союза на «Римнерсваллене» состоялся матч между женскими сборными Швеции и Норвегии, в котором норвежки одержали разгромную победу со счетом 4:0.
На данный момент стадион вмещает около 12 000 зрителей, лишь 3000 из которых имеют возможность сидеть на индивидуальных пластиковых сиденьях, другие же места — стоячие. Кроме того, спортивный комплекс включает в себя беговую поверхность вокруг футбольного поля, состоящего из 6 беговых дорожек, а также сектора для прыжков в высоту и с шестом и яму для соревнований по тройному прыжку.